# Bulbophyllum calvum
Espèce
Bulbophyllum calvum est une espèce de plantes herbacées de la famille des Orchidaceae et du genre Bulbophyllum.

## Biologie
- Pseudobulbes serrés, ovoïdes, avec six angles, unifoliés.
- Feuilles petiolées, Limbe épais, coriace, oblong-lancéolé.
- Inflorescence multiflore, dense, rachis cylindrique, glabre.
- Fleurs petites, labelle rouge, jaune vif vers la base et violet le long des marges, assez épais, recourbé, glabre, oblong-ovale.

## Distribution
On la trouve au Nigeria et au Cameroun.

## Écologie
- Épiphyte en forêt d'altitude.